# Sangalopsis altera
Sangalopsis altera là một loài bướm đêm trong họ Geometridae.